# Hazana
Hazana (tiếng Ả Rập: الهزانة) là một ngôi làng Syria nằm ở phó huyện Jubb Ramishima ở huyện Masyaf, Hama. Theo Cục Thống kê Trung ương Syria (CBS), Hazana có dân số 1519 người trong cuộc điều tra dân số năm 2004.